# 法持寺

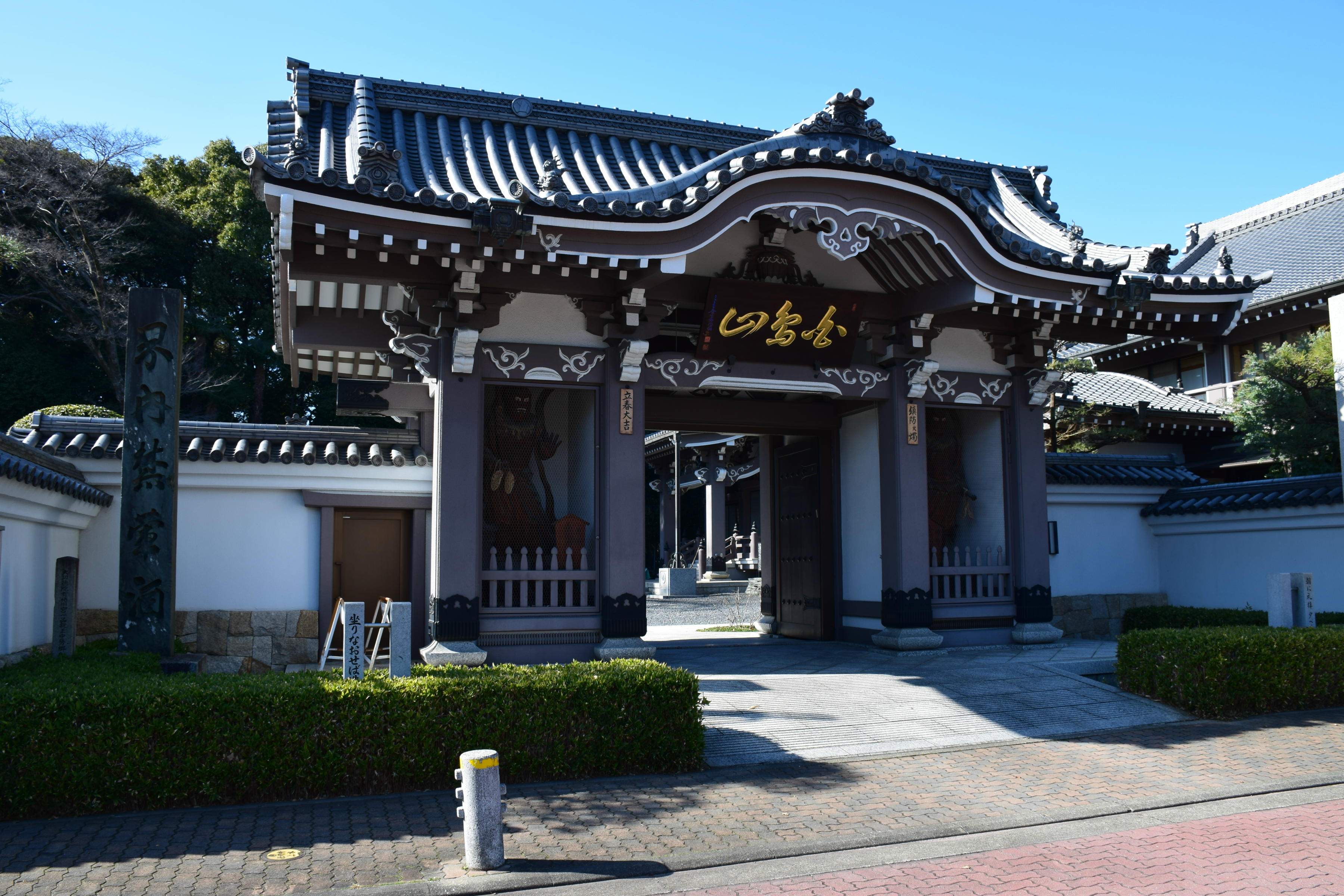
山門

法持寺（ほうじじ）は、愛知県名古屋市熱田区白鳥にある曹洞宗の寺院。 山号は白鳥山（はくちょうざん）。

## 歴史

### 由緒
天長年間、空海が熱田神宮に参籠した際に日本武尊を敬い、延命地蔵菩薩像を彫って小祠を建立したのが始まりとされる。白鳥陵の宝物を護持する寺である事から草創期は宝持寺と称していた。宝徳元年（1449年）、あるいは文明年間（1469年 – 1486年）に圓通寺2世・明谷義光によって曹洞宗の寺院として再興され、承応年間（1652年 – 1654年）に現在の寺号である法持寺に改称。古くは熱田神宮大宮司・千秋氏の菩提所でもあったと伝わる。戦国時代、織田信長が桶狭間の戦いに向かう途中立ち寄り、必勝祈願をしている。
宝暦7年 (1757年) の大火で寺院の建物全てを焼失するも復興、その繁栄の様子は『尾張名所図会』にも描かれている。かつては塔頭10ヶ院を数えたが、後に3ヶ院を残して廃絶、残った3ヶ院は末寺となった。現在、末寺は先の3院を含めて23ヶ寺あったという。

### 近代

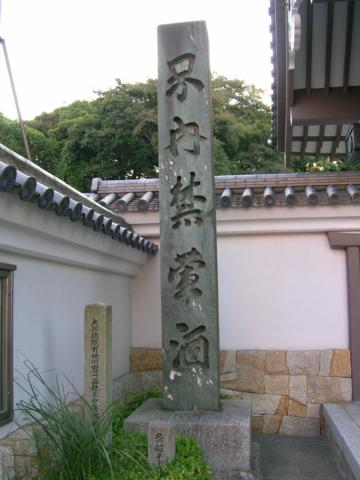
白鳥山法持寺・禁牌石（2006年）

1868年（明治元年）、永平寺より常恒会の寺格を許され、また有栖川宮一品親王の祈願所とされた。 1928年（昭和3年)には曹洞宗専門の僧堂を開設し、多くの雲水の修行の場となった。第二次世界大戦中は徴兵検査場、修養練成場、挺進隊宿泊所として使用されたが、一方で沢木興道、山岡荘八、川端康成など文化人も多く訪れたという。
1945年（昭和20年）5月17日の空襲で本尊や開山像など11体を除いた全山を焼失。また、6月9日の熱田空襲の際にも被害を受け、焼夷弾に焼かれた禁牌石が現在も山門前に残されている。
1955年（昭和30年）5月、戦災復興都市計画に基づき旧境内は宮中学校となり、道を一本挟んだ現在地（白鳥古墳の隣）に移転した。

## 俳人との関わり
法持寺には多くの俳人が立ち寄り、松尾芭蕉や林桐葉、若山牧水が句会を開いた事でも知られる。芭蕉の紀行文「野ざらし紀行」には、同寺で芭蕉、桐葉、若原叩端を連衆として三吟歌仙を催した事が記されている。

## 大相撲との関わり
1957年（昭和32年)から30年間、大相撲名古屋場所の際の三保ヶ関部屋の宿舎として使用され、境内には横綱北の湖の石碑や土俵の跡などがある。